# Juncus luciensis
Juncus luciensis là một loài thực vật có hoa trong họ Juncaceae. Loài này được Ertter mô tả khoa học đầu tiên năm 1986.